# Krzywy Potok (dopływ Brochówki)

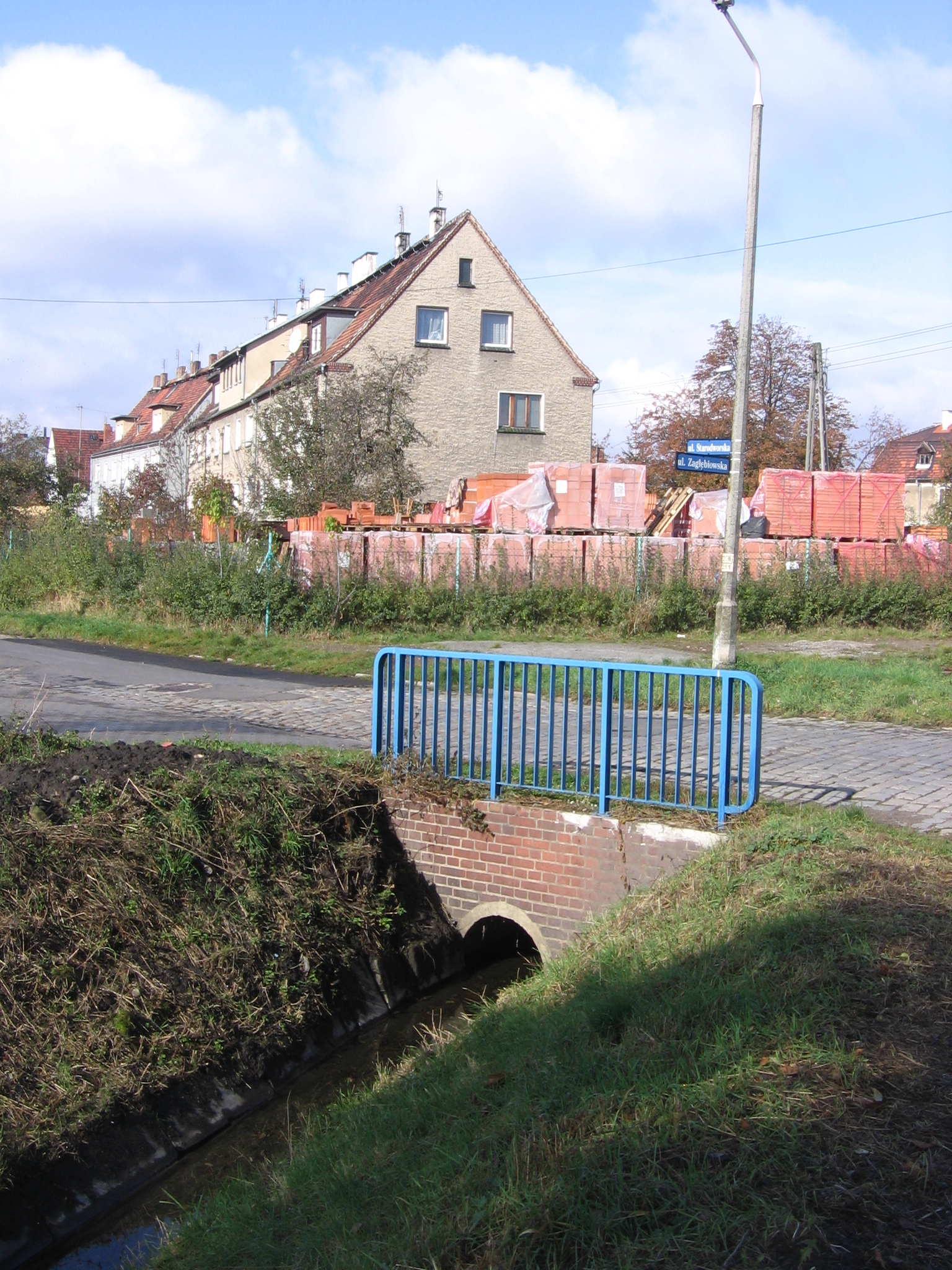
Księże Wielkie – mostek nad Krzywym Potokiem

Krzywy Potok – (niem. der Krumme Graben)strumień w przekopanym w południowo-wschodniej części Wrocławia rowie melioracyjnym, dopływ II rzędu rzeki Oławy, długości ok. 4 km. Łączy dwa pierwszorzędowe lewostronne dopływy Oławy: Zieloną i Brochówkę. Z Brochówką łączy się w sąsiedztwie skrzyżowania ulic Brochowskiej i Kozielskiej, stamtąd biegnie najpierw na południowy wschód wzdłuż linii kolejowej Wrocław-Opole, następnie tuż przed granicą miasta z Radwanicami zawraca niemal o 180°  na północny zachód (stąd nazwa Krzywy Potok, także niemiecka sprzed 1945 – Krumme Graben), kierując się przez Księże Wielkie, a następnie łączy się z Zieloną w Świątnikach koło Mostu Świątnickiego.